# Alfred Mongy
Pour les articles homonymes, voir Mongy.
Alfred Mongy, né le 21 mai 1840 à Lille et mort le 20 juin 1914 dans la même ville, est un ingénieur Arts & Métiers (Promotion Chalôns 1855) lillois qui a beaucoup participé au développement de la métropole lilloise, notamment par ses contributions dans le domaine des transports urbains. Il est l'un des fondateurs de la Compagnie des Tramways et Voies Ferrées du Nord, dont le Tramway du Grand Boulevard  est surnommé le « Mongy ».

## Biographie
Alfred Mongy est né le 21 mai 1840, à Lille dans le quartier de la Treille, dans le Vieux-Lille.
Originaire d'une famille d'artisans modestes, son père est fourreur et sa mère couturière, il a un frère cadet, Jules.  Alfred est un brillant élève d'abord à Lille jusqu’au brevet supérieur(1855) puis au Lycée Impérial, et enfin à  l’École des Arts et Métiers de Châlons-sur-Marne. À la sortie, en 1859,  entre dans les services municipaux de sa ville natale à 20 ans, en 1860, avec la vision d'un grand boulevard qui permettrait une extension urbaine en dehors des remparts de Lille. Le maire de Lille de l'époque, Auguste Richebé, refuse le projet. Il fut chef du bureau des dessinateurs en 1865. En 1879, il devient le chef du service des travaux municipaux, succédant à l'ingénieur Auguste Henri Masquelez, occupé à la direction de l'Institut industriel du Nord (École centrale de Lille). Il occupera ce poste de 1879 à 1896. Il dirigea la construction de nombreux bâtiments publics (écoles, instituts, bâtiments universitaires), la restauration de la Porte de Paris.
Il quitte les services municipaux en 1896 et se lance dans une carrière d'indépendant après quatre ans aux services préfectoraux.
Il meurt le 20 juin 1914 à Lille,. Il repose au cimetière de l'Est.

## ! Réalisations
Alfred Mongy a passé la plus grande partie de sa carrière dans le service des travaux de la ville de Lille. Il y a gravi les différents échelons. Son nom est associé aux opérations visant à « ouvrir » la ville jusque là enfermée dans ses remparts tout en y améliorant l'hygiène jusque là déplorable : percement des boulevards Louis XIV, Faidherbe, Lebas, élargissement du boulevard Vauban et de la rue Solférino, couverture des canaux, début de construction d'un réseau d'égouts, participation à la plantation du Bois de Boulogne, mise en place d'un réseau de transports urbains (tramway).
- 1886 Réservoir d'eau Saint-Maurice, Rue de la Louvière, Lille
- L’école primaire supérieure de garçons Franklin ouverte en 1890 actuellement collège Franklin[7].
- L'école  primaire supérieure de jeunes filles ouverte en 1890 boulevard Jean-Baptiste-Lebas, par la suite lycée puis collège Jean-Macé fermé depuis 2008, bâtiment vendu en 2017 à un promoteur[8],[9].
- La Bibliothèque universitaire place Georges Lyon, actuellement Bibliothèque François Goguel de Sciences Po Lille[10].
- Les bâtiments de la faculté de lettres et de droit de Lille construits entre 1891 et 1897 rue Auguste-Angellier actuellement Sciences-Po Lille[11]
- L'école primaire Michelet rue Fabricy ouverte en 1889[12].
- L'école primaire Cabanis rue Cabanis à Fives.
- oui

## Galerie Photos

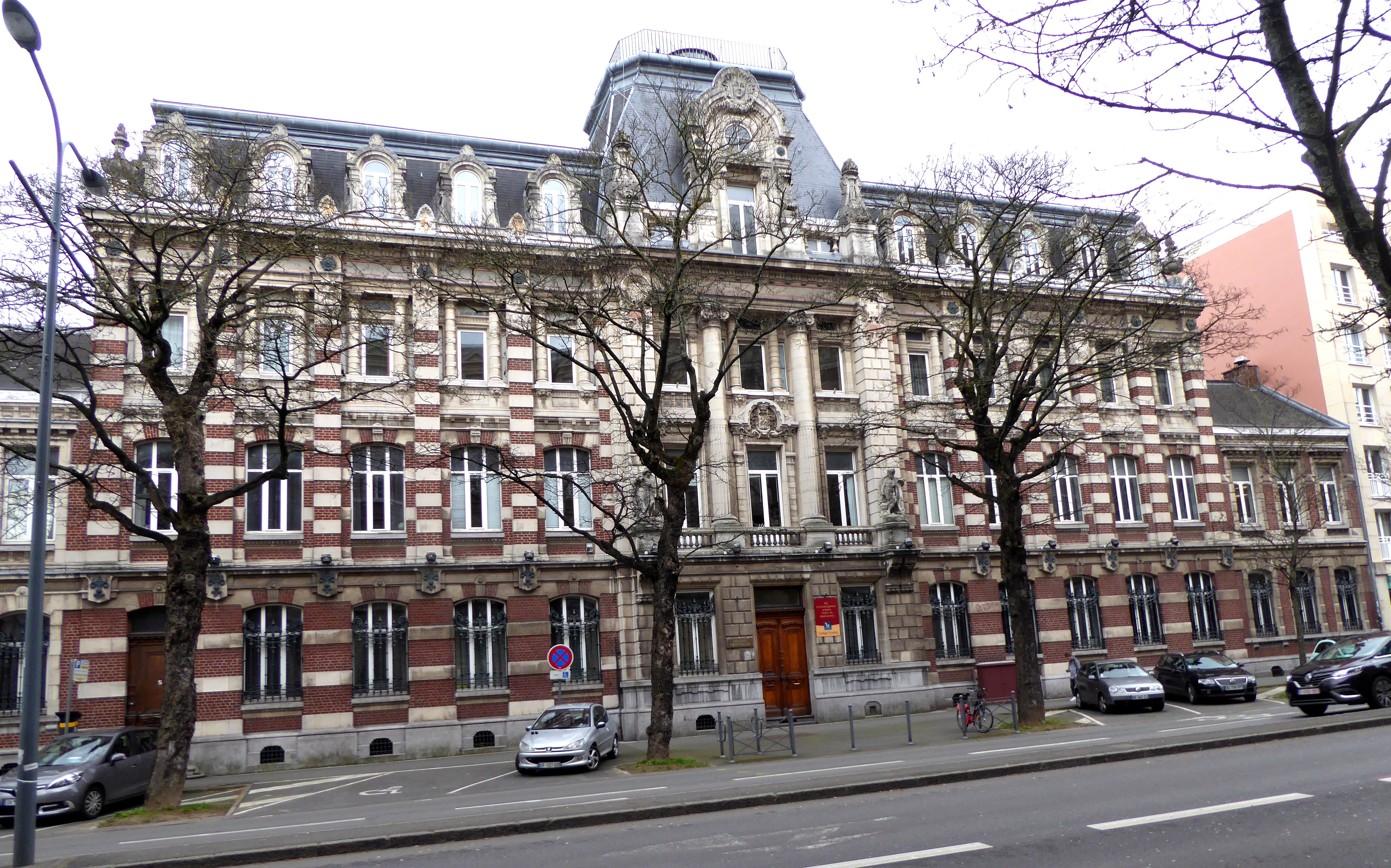
Collège Franklin.
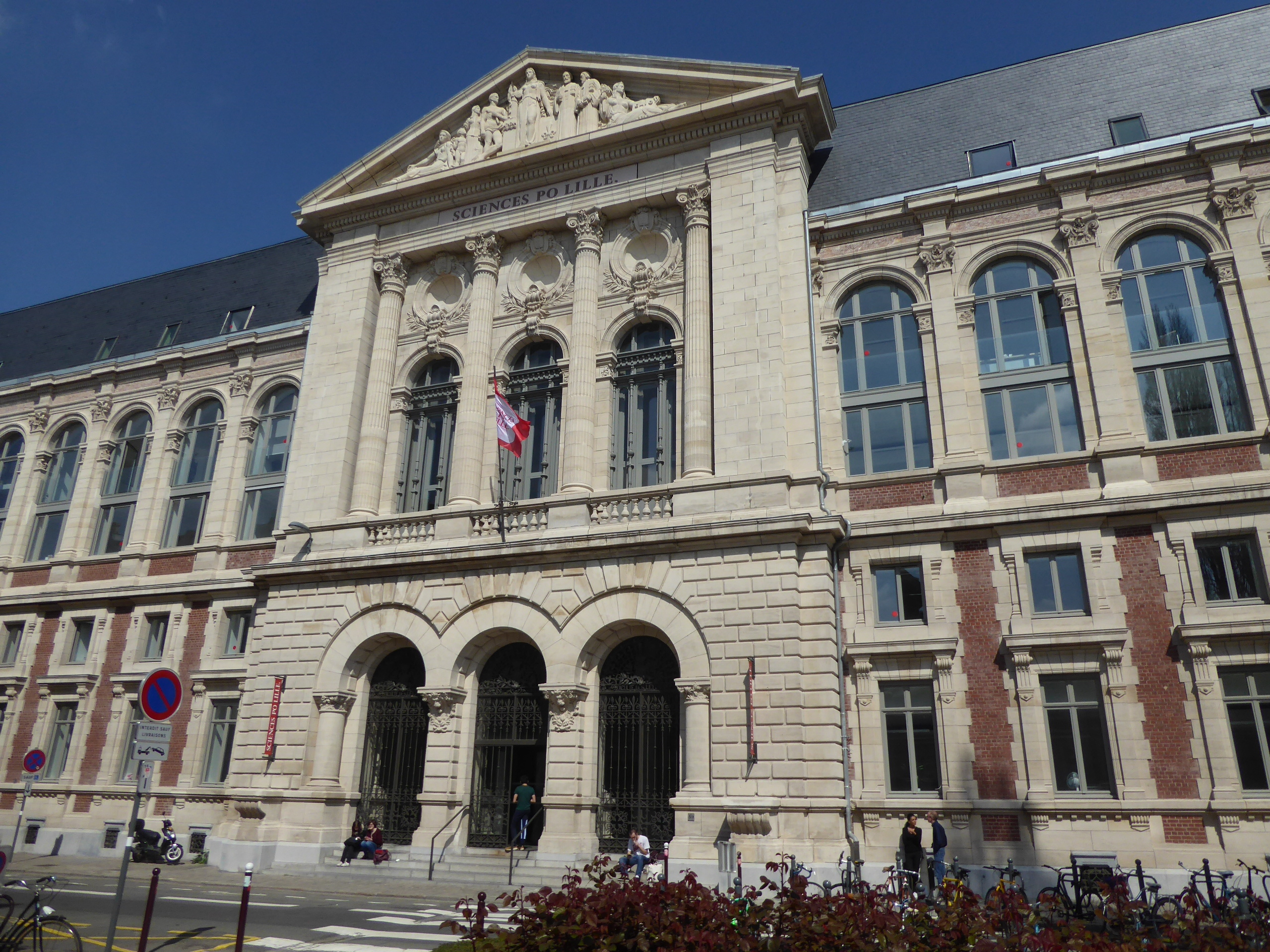
Ancienne faculté des lettres et de droit. Sciences Po Lille.
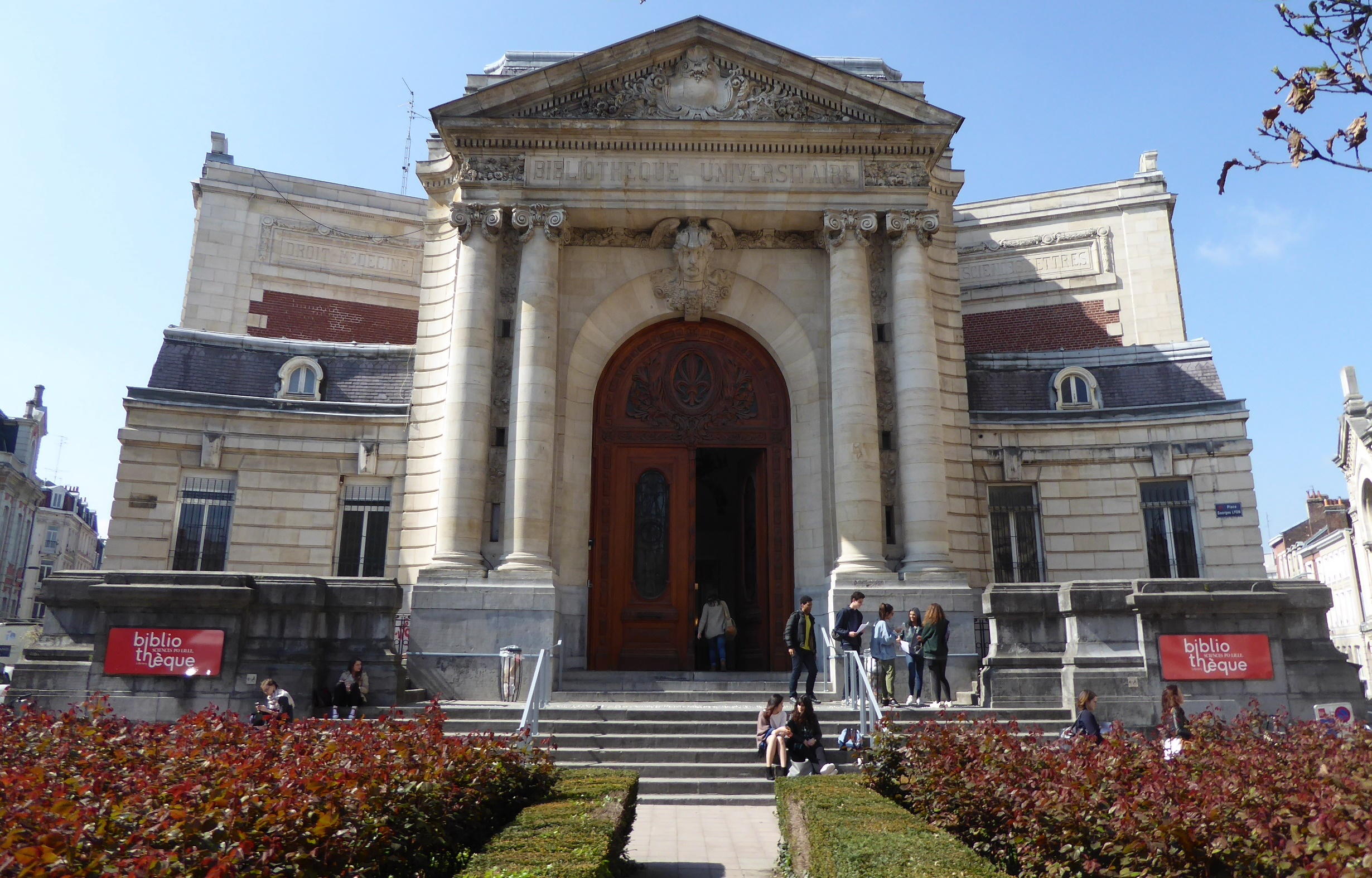
Sciences Po bibliothèque.
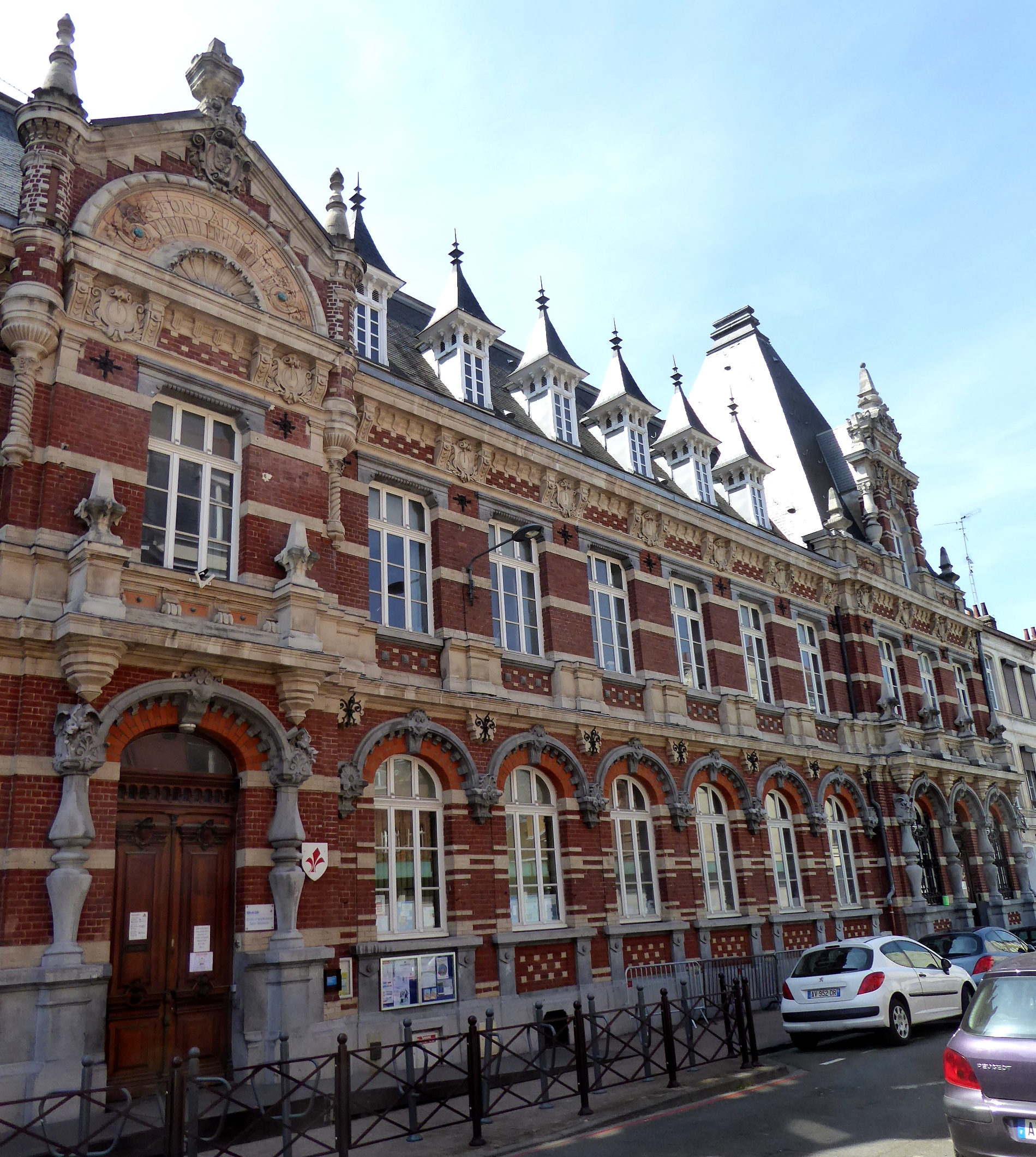
École Michelet rue Fabricy.
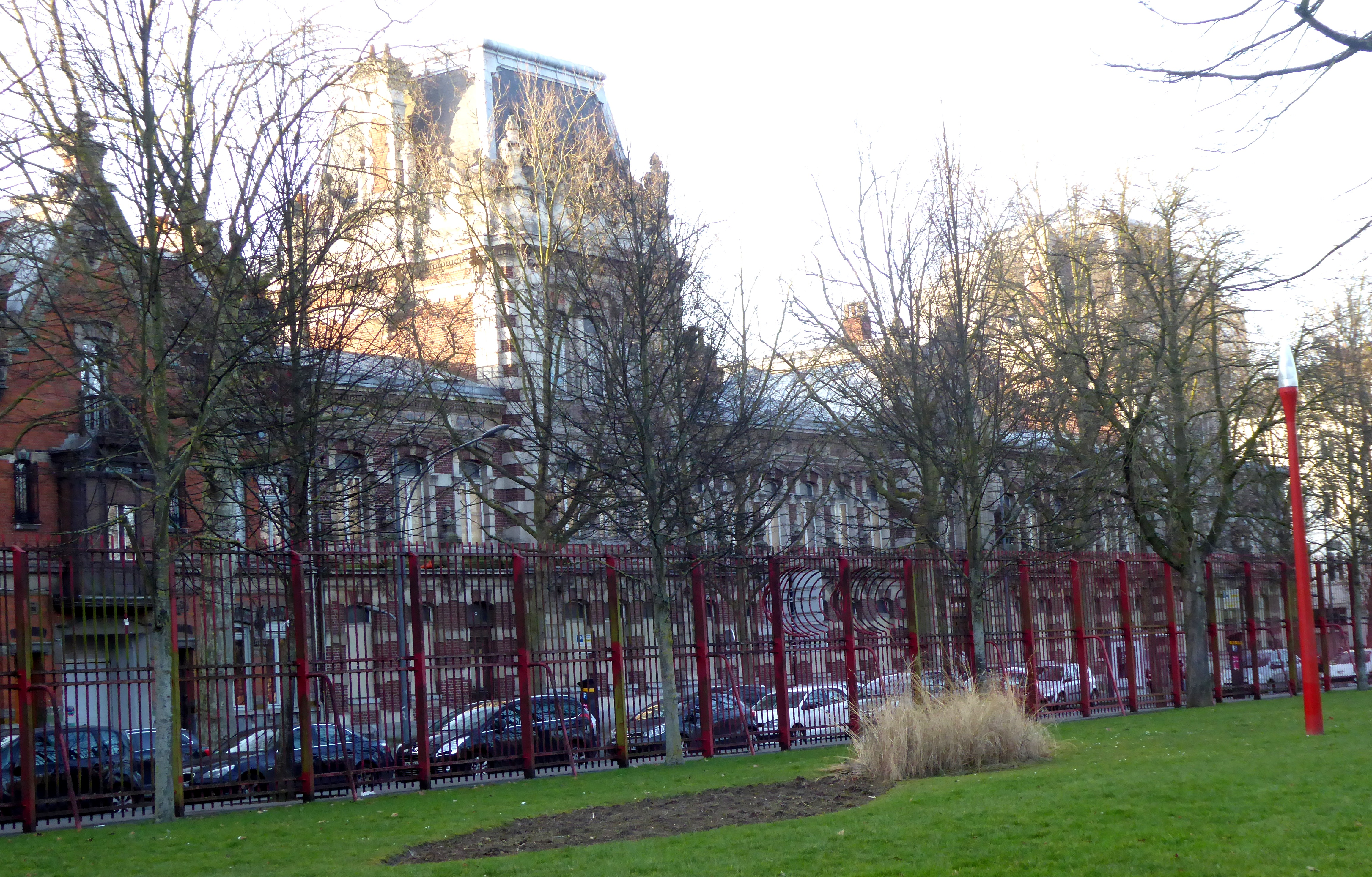
Ancien collège Jean Macé.
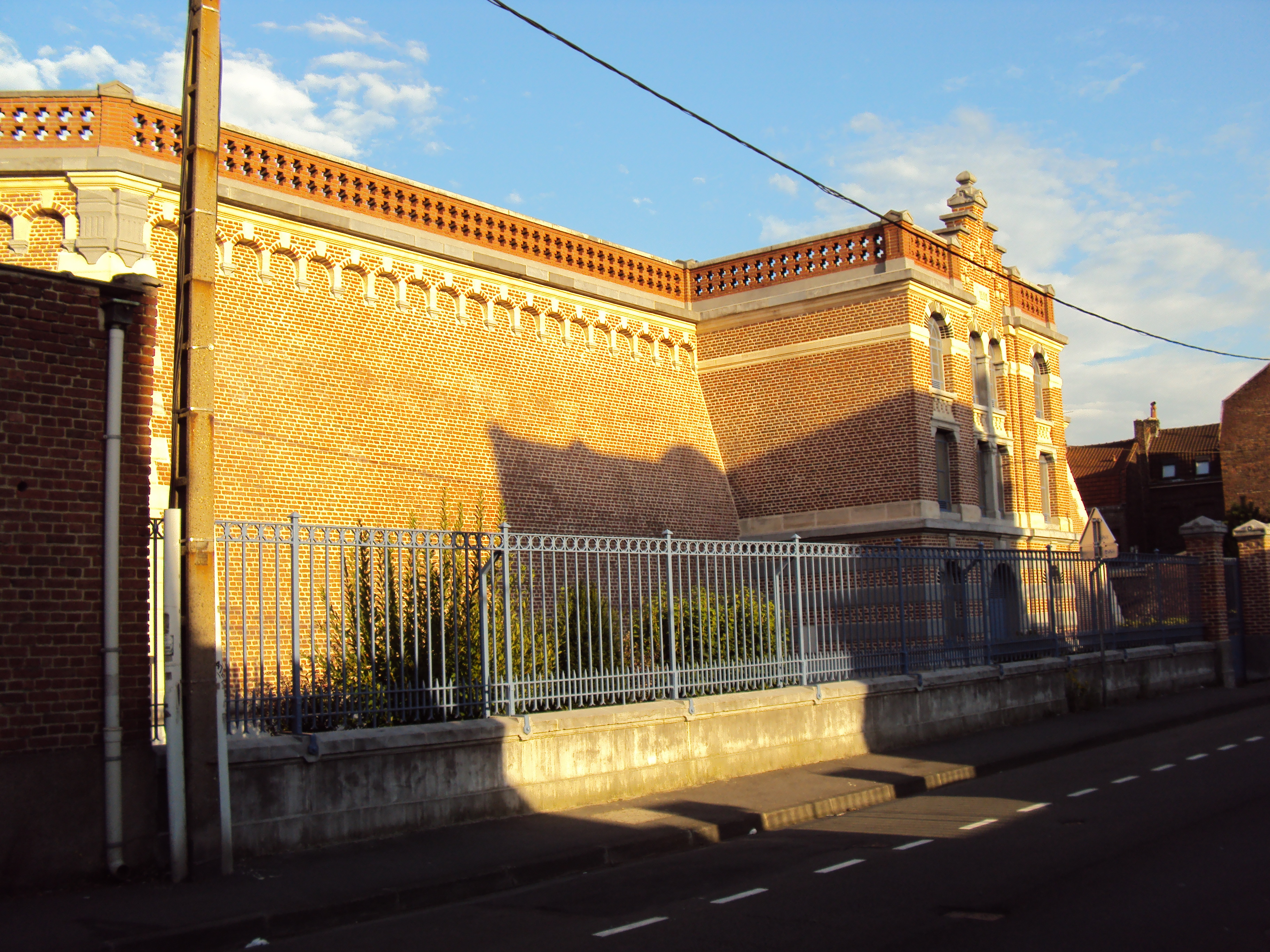
Château d'eau, St Maurice Lille.

## Le Grand Boulevard
Après son départ des services municipaux, il réalise avec Arthur Stoclet le grand projet de la percée du Grand Boulevard entre Lille, Roubaix et Tourcoing. Avec les ingénieurs Roger Francq et Léon Francq, Alfred Mongy est l'un des fondateurs en 1900 de la Compagnie des Tramways et Voies Ferrées du Nord, qui met en œuvre la construction du Grand Boulevard de Lille-Roubaix-Tourcoing. Le projet paraît démesuré à l'époque, mais le 5 décembre 1909, le boulevard, large de 50 m, est inauguré. 
Ce boulevard accueille sur deux voies, conçues par l'ingénieur Léon Francq, un tramway électrique rapide qui sera surnommé « le Mongy ». De nombreuses modifications ont été apportées mais deux lignes du Mongy existent toujours actuellement avec quelques mises en souterrain aux passages cruciaux.

## Distinctions
Alfred Mongy est nommé chevalier dans l'ordre national de la Légion d'honneur en 1892 et fait officier d'académie en 1880 puis officier de l’instruction publique en 1887.